# Robert Goter
Robert Goter (* 1. April 1976 in Slovenj Gradec) ist ein slowenischer Musiker, Musikpädagoge und Weltmeister auf der Steirischen Harmonika.

## Werdegang
Robert Goter verbrachte seine Kindheit in Velenje und besuchte dort das Gymnasium. 2016 schloss er sein Universitätsstudium an der Fakultät für Wissenschaften der Universität Maribor ab.
Er begeisterte sich schon als Kind für die Steirische Harmonika und begann früh aufzutreten. Im Jahr 1997 gewann er den ersten Platz in der Sendung Po domače auf dem Sender RTV SLO und den ersten Platz bei der Europameisterschaft in Attimis in Italien. Zu dieser Zeit studierte er an der Wirtschaftsfakultät in Maribor. Im Jahr 1999 bei der Weltmeisterschaft in Monsano bei Ancona in Italien gewann Robert Goter den Weltmeistertitel auf der steirischen Harmonika. Inzwischen haben auch einige seiner Schüler bereits zahlreiche Preise gewonnen.

## Alben
- Goldene Finger; Knöbl 1999.
- Ich spiel so gern Harmonika; Knöbl 2000.
- Polka za prijatelje; Zlati zvoki 2003.
- Mit Polka im Herzen; Tyrols Music. EAN CD: 9003549524397